# Glycera americana
Glycera americana is een borstelworm uit de familie Glyceridae. Het lichaam van de worm bestaat uit een kop, een cilindrisch, gesegmenteerd lichaam en een staartstukje. De kop bestaat uit een prostomium (gedeelte voor de mondopening) en een peristomium (gedeelte rond de mond) en draagt gepaarde aanhangsels (palpen, antennen en cirri).
Glycera americana werd in 1855 voor het eerst wetenschappelijk beschreven door Leidy.